# Élections législatives turques de 1991
Les élections législatives turques de 1991  ont eu lieu le 20 octobre 1991.

## Mode de scrutin
La Grande Assemblée nationale de Turquie est le parlement unicaméral de la Turquie. Elle compte 450 députés, élus pour quatre ans au scrutin proportionnel, chacune des soixante-dix neuf provinces constituant une circonscription électorale. Les candidats présents sur la liste d'un parti politique ne sont élus que si leur formation a obtenu au moins 10 % des suffrages exprimés au niveau national, si elle a présenté deux candidats à chaque siège de député dans au moins la moitié des provinces, et si elle est bien implantée dans la moitié des provinces et un tiers des arrondissements provinciaux.
Au seuil électoral s'ajoutent plusieurs conditions supplémentaires auxquelles un parti doit se soumettre pour pouvoir bénéficier de sièges. Ils doivent avoir une présence dans un minimum d'un tiers des districts d'au moins 40 provinces, dans lesquelles ils doivent présenter au moins deux candidats.
Le seuil électoral turc de 10 % des suffrages, très élevé, a par le passé poussé au regroupement des formations et au vote tactique de la part des électeurs afin d'éviter que leur vote ne soit « perdu ».

## Résultats
|                           |                                        |            |       |      |        |               |  |  |  |
| Partis                    | Partis                                 | Voix       | %     | +/-  | Sièges | +/-           |  |  |  |
|                           | Parti de la juste voie (DYP)           | 6 600 726  | 27,03 | 7,89 | 178    | 119           |  |  |  |
|                           | Parti de la mère patrie (ANAP)         | 5 862 623  | 24,01 | 12,3 | 115    | 177           |  |  |  |
|                           | Parti populiste social-démocrate (SHP) | 5 066 571  | 20,75 | 3,99 | 88     | 11            |  |  |  |
|                           | Parti de la prospérité (RP)            | 4 121 355  | 16,88 | 9,72 | 62     | 62            |  |  |  |
|                           | Parti de la gauche démocratique (DSP)  | 2 624 301  | 10,75 | 2,22 | 7      | 7             |  |  |  |
|                           | Parti socialiste (SP)                  | 108 369    | 0,44  | Nv   | 0      | en stagnation |  |  |  |
|                           | Indépendants                           | 32 721     | 0,13  | 0,24 | 0      | en stagnation |  |  |  |
|                           |                                        |            |       |      |        |               |  |  |  |
| Votes valides             | Votes valides                          | 24 416 666 | 97,06 |      |        |               |  |  |  |
| Votes blancs et invalides | Votes blancs et invalides              | 740 423    | 2,94  |      |        |               |  |  |  |
| Total                     | Total                                  | 25 157 089 | 100   | –    | 450    | en stagnation |  |  |  |
| Abstention                | Abstention                             | 4 822 034  | 16,08 |      |        |               |  |  |  |
| Inscrits / participation  | Inscrits / participation               | 29 979 123 | 83,92 |      |        |               |  |  |  |

## Analyse et conséquences
Ces élections de 1991 sont remportées par le Parti de la juste voie de Süleyman Demirel qui devient premier ministre d’un gouvernement de coalition avec le Parti populiste social-démocrate d’Erdal Inönü. Cette alliance de deux partis nationalistes, l’un de droite et l’autre de gauche, vise surtout à écarter du pouvoir l’ANAP, aux affaires depuis 1983.

## Polémiques
Lors de ces élections, un parti dit « kurde », le Parti du travail du peuple, a pour la première fois présenté des candidats et obtenu vingt-deux sièges. 
Cependant, la député Leyla Zana a prêté serment en kurde en déclarant : « Vive la fraternité entre les peuples turc et kurde ». Elle et ses compagnons ont été chassés de l’Assemblée nationale et ont été condamnés à quinze ans de prison pour trahison et liens avec le PKK.